# Dança Júnior
A prova de Dança Junior (DJ) é uma competição de dança recorrendo a robots que se realiza a nível internacional no evento RoboCup Junior e em Portugal no evento Festival Nacional de Robótica (Esta prova qualifica as equipas portuguesas para a prova RoboCup Junior Dance).

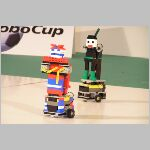
Coreagrafia de robôs de Dance Challenge (Robocup 2004)

## Descrição
Um ou vários robôs apresentam uma dança ao som de uma música, tendo particular relevância nesta competição o movimento, coreagrafia e aparência visual dos robôs por si.
A prova de dança foi introduzida em Portugal no Robótica 2003 e consistiu uma das provas que mais atraiu público nesse evento. A prova consiste na realização de uma coreografia em que um ou mais robôs dançam ao ritmo da música, sendo avaliados por um júri de especialistas em Robótica e Dança. Se, do ponto de vista de programação, a prova é muito pouco exigente, a associação do movimento dos robôs à música a par da imaginação que é colocada em algumas coreografias faz com que o resultado final atinja bons níveis de beleza artística.